# Кноллер, Мартин
Мартин Кноллер (нем. Martin Knoller; 18 ноября 1725, Штайнах-на-Бреннере, Тироль — 24 июля 1804, Милан) — итальянский живописец австрийского происхождения неоклассического направления. Выдающийся мастер монументально-декоративных росписей.

## Биография
Мартин Кноллер родился в семье художника из Инсбрука. Его первым учителем был Пауль Трогер, с которым он поехал сначала в Зальцбург, а затем в Вену. Обучался в Венской Академии изобразительных искусств. Его первая работа — фреска, созданная в 1754 году в приходской церкви Святого Стефана в Анрасе (восточный Тироль).
В 1755 году Кноллер отправился в Рим, познакомился с идеями неоклассицизма посредством новых учителей Антона Рафаэля Менгса и Иоганна Винкельмана. Ранние произведения Кноллера находятся в переходном периоде от рококо к неоклассицизму, хотя его картины ближе к классицизму, чем его фрески.
С 1759 года Кноллер работал в Милане, где ему покровительствовал министр, граф Карл Иосиф фон Фирмиан. Кноллер женился на дочери богатого торговца, получил должность профессора Академии изящных искусств Брера. Он также стал придворным художником Миланского герцогства.
С 1760 по 1765 год Мартин Кноллер снова был в Риме. В летние месяцы следующих лет его самые важные фрески были созданы в Тироле, Баварии и Баден-Вюртемберге. Кноллер был не только опытным фрескистом, но и прекрасным мастером алтарных картин и квадратур (иллюзорных перспективных росписей). Мартин Кноллер украсил росписями Палаццо Вигони (1760), Палаццо Литта, Палаццо Греппи в Милане, королевскую виллу (Палаццо Бельджойозо), а также дворцы в Вене и в Инсбруке.
Картина «Цицерон, указывающий гробницу Архимеда» (Милан, галерея Брера) написана на характерный исторический сюжет, прославляющий доблесть древних римлян (virtutis romana). В Неаполе Кноллер написал портрет графа К. фон Фирмиана (Милан, галерея Брера), а в Милане — архитектора Джузеппе Пьермарини (Милан, Ла Скала) в манере парадных портретов Антона Рафаэля Менгса с оттенком барочной патетики. Большая многофигурная композиция «Закладка первого камня храма Конкордии в Люксембурге» (1795, Вена, Галерея Бельведер) — одна из поздних работ художника, решённая в виде огромной ведуты.
Среди его учеников были Йозеф Берглер Младший, Михаэль Кек, Матиас Рюф и Йозеф Шёпф.
Мартин Кноллер скончался в Милане 24 июля 1804 года в возрасте семидесяти восьми лет. Его творчество оказало значительное влияние на мастеров Австрии. Он пользовался официальным признанием и среди итальянских художников.
В 1953 году его именем была названа Кноллергассе в Вене-Донаушадте (22-й округ). В Больцано имя художника носит Мартин-Кноллер-штрассе в районе Грис-Кирейн, а в Инсбруке его имя носит Кноллерштрассе в районе Прадль. Мартин-Кноллер-штрассе имеется также в Фольдерсе в Тироле.

## Основные произведения
- Церковь Анрас, Восточный Тироль (1754)
- Карлскирхе, Фольдерс близ Инсбрука (1765)
- Монастырь Этталь возле Обераммергау (1769)
- Аббатство Нересхайм (1770—1775)
- Бозенское аббатство (1772—1775)
- Taxis Palais, Инсбрук (1785—1786)

Алтарная живопись
- Карлскирхе, Фольдерс близ Инсбрука
- Сервитенкирхе, Инсбрук
- Приходская церковь Штайнах-на-Бреннере
- Немецкая кирха «Святой Георгий и дракон», Больцано

## Галерея

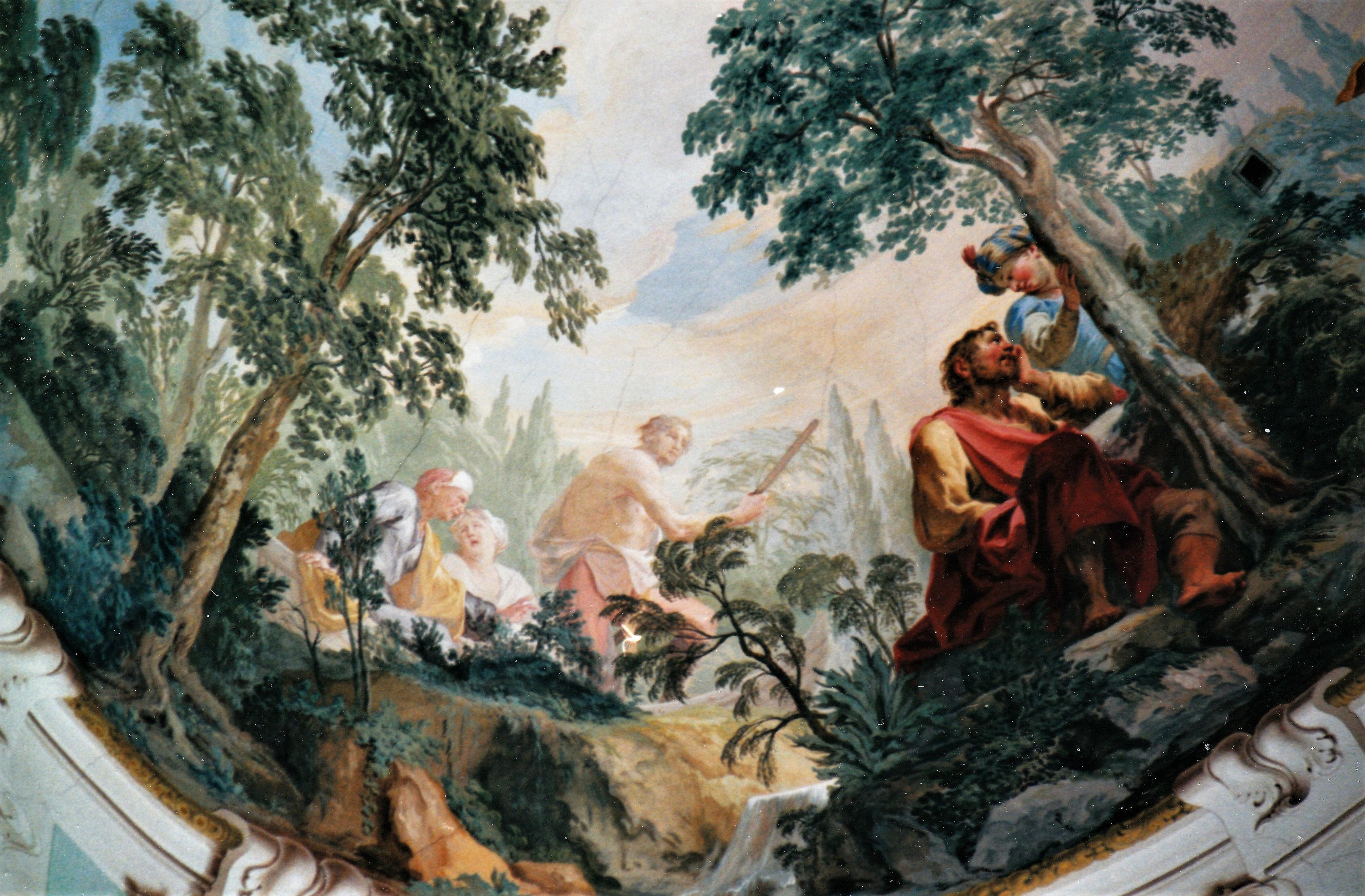
Крещение Иисуса в Иордане. Роспись конхи апсиды церкви аббатства Нересхайм, Баден-Вюртемберг. 1770—1775. Деталь
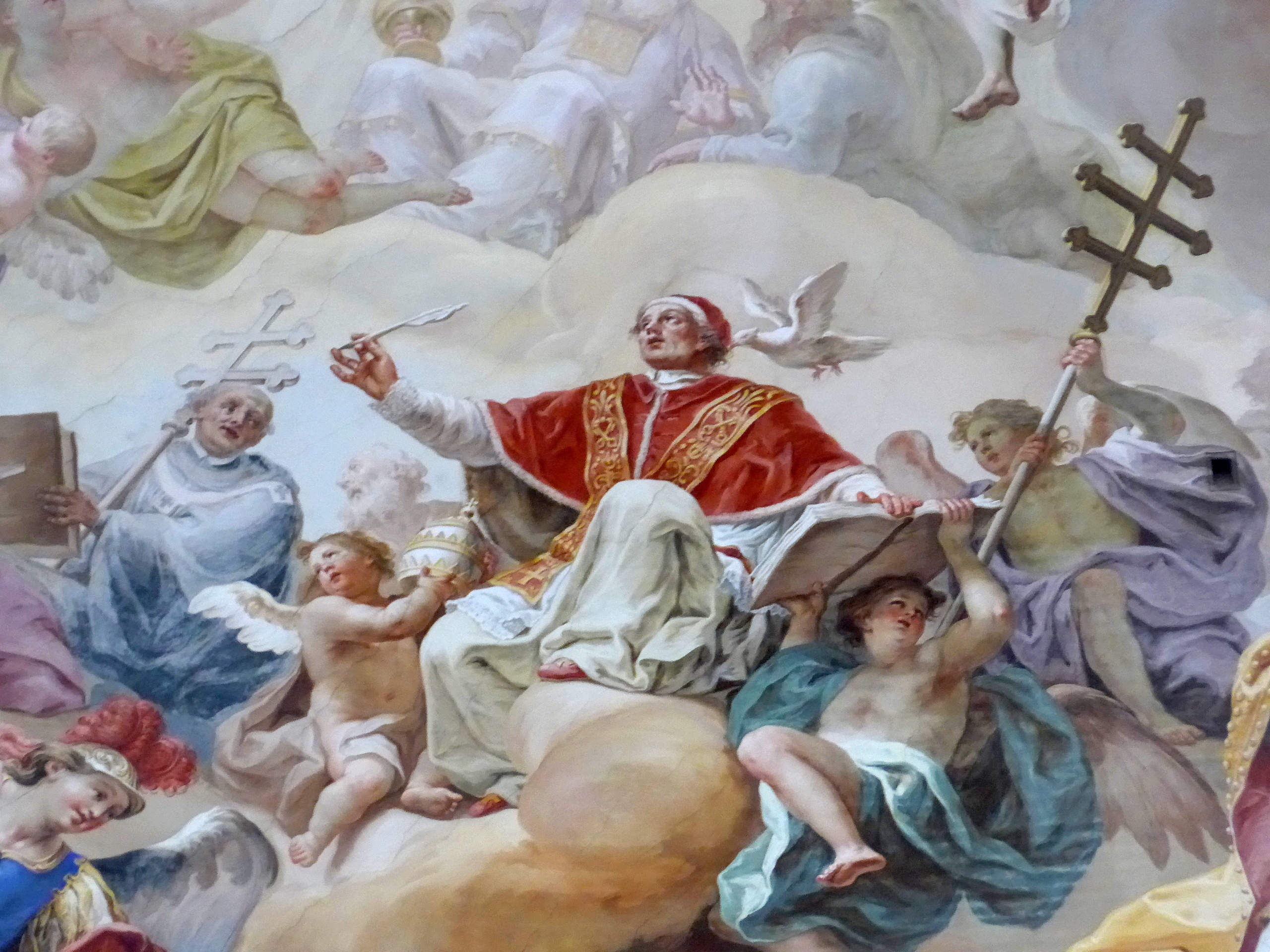
Папа Григорий Великий, бенедиктинец и отец церкви. Деталь росписи, Нересхайм
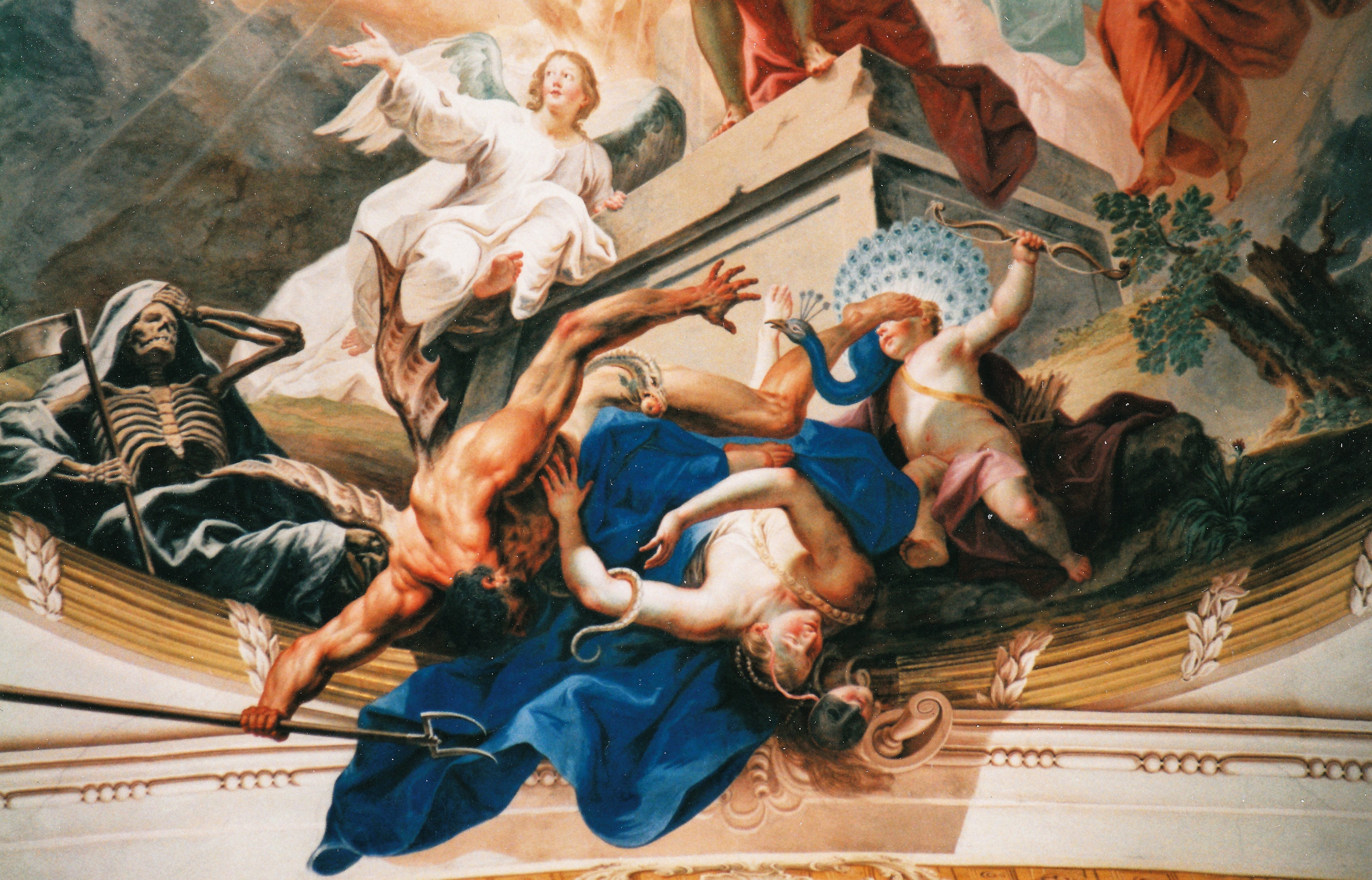
Воскресение Иисуса. Деталь росписи, Нересхайм
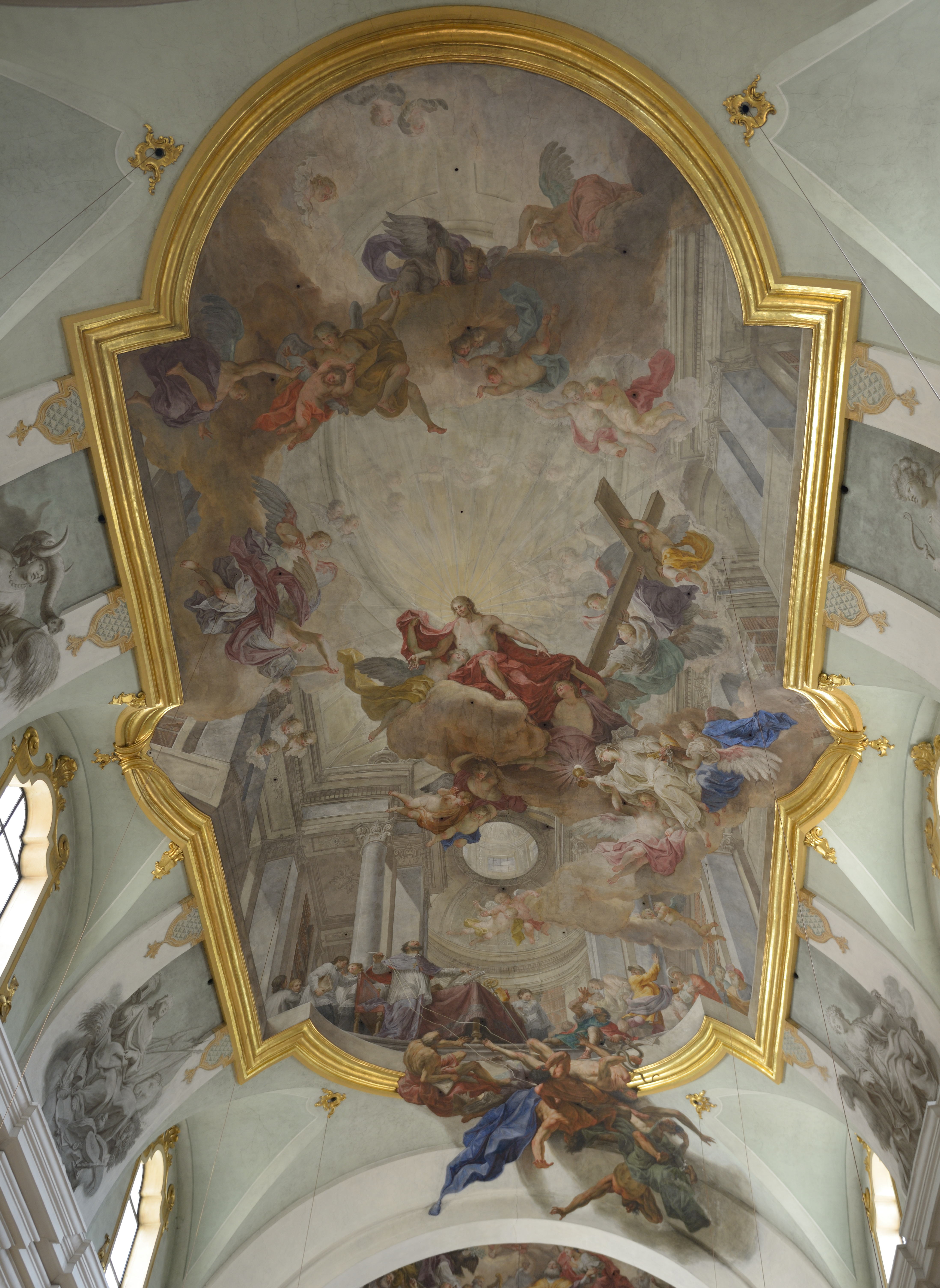
Роспись плафона церкви Святого Августина в Боцен-Грисе
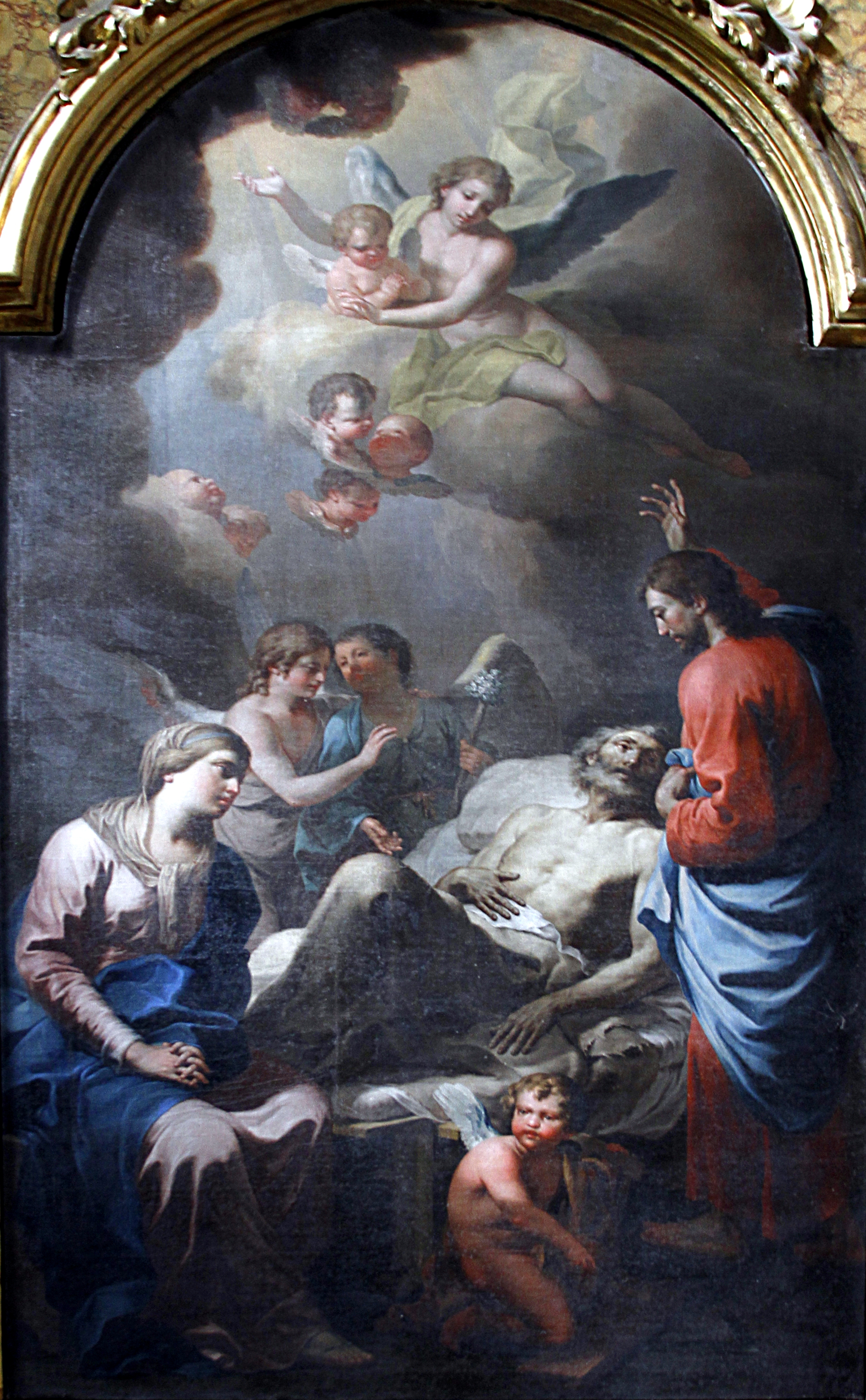
Смерть Святого Иосифа. 1764. Холст, масло. Церковь Санта-Мария-сопра-Минерва, Ассизи
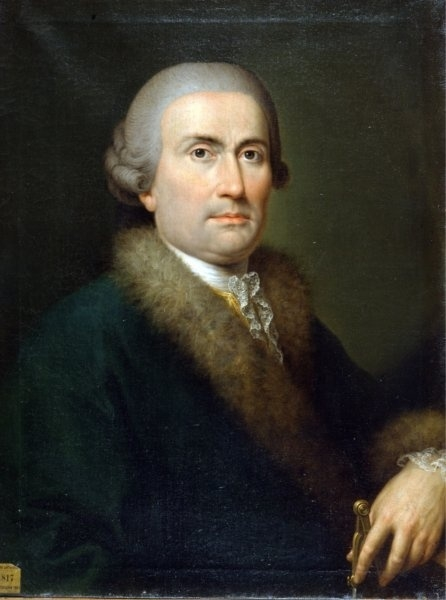
Портрет архитектора Джузеппе Пьермарини. Ок. 1700. Холст, масло. Музей театра Ла Скала, Милан
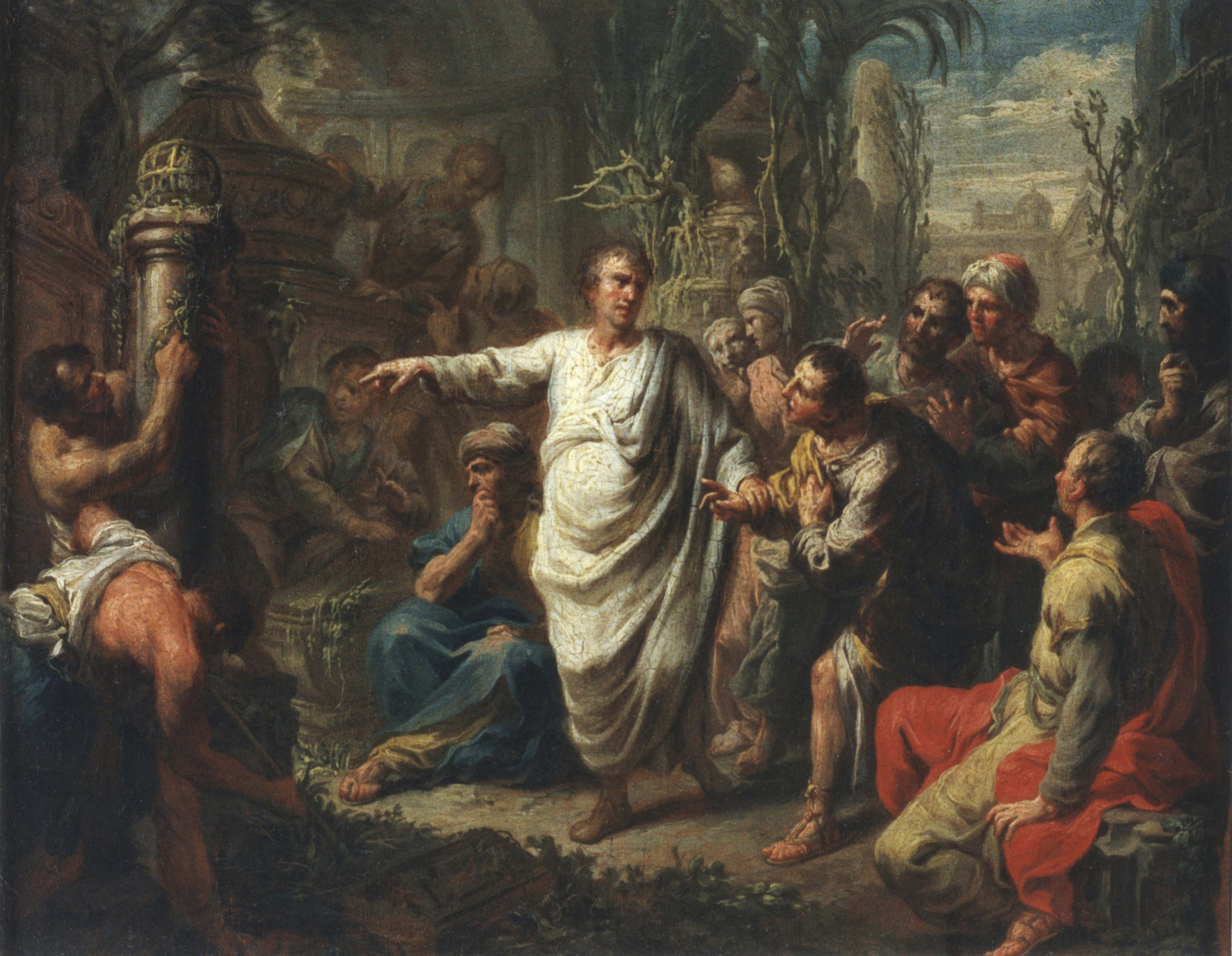
Цицерон, указывающий гробницу Архимеда. 1775. Холст, масло. Галерея Брера, Милан
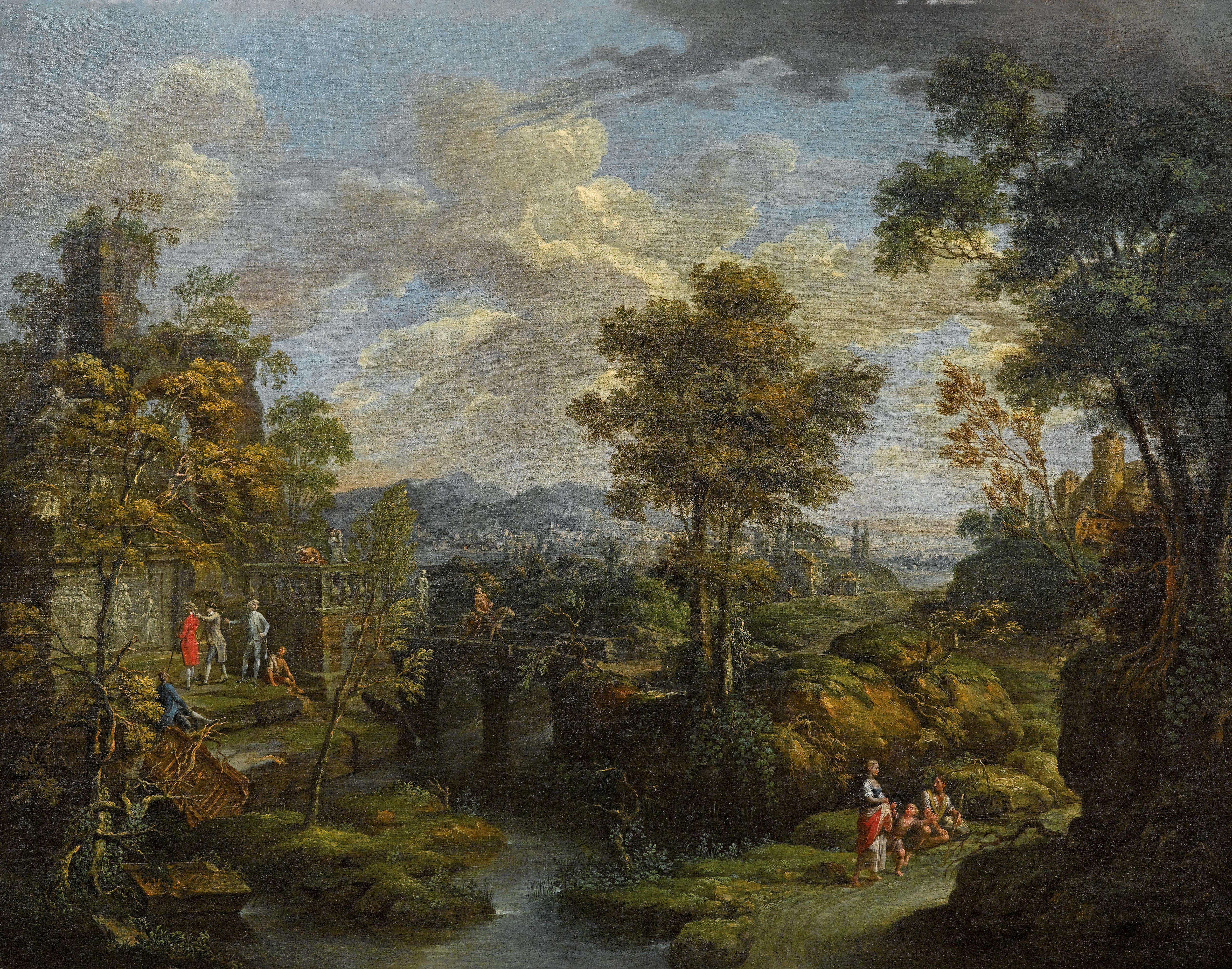
Пейзаж с водным потоком, руинами и фигурами. 1782. Холст, масло. Частное собрание